# Калленберг (посёлок в Германии)
Калленберг (нем. Callenberg) — община в Германии, в земле Саксония. Подчиняется административному округу Хемниц. Входит в состав района Цвиккау. Население составляет 5377 человек (на 31 декабря 2010 года). Занимает площадь 39,82 км².
Коммуна подразделяется на 7 сельских округов.